# Passo Lanciano
Passo Lanciano (1310 m s.l.m.) è un valico dell'Appennino abruzzese, posto tra le provincie di Chieti e Pescara, sul versante settentrionale del massiccio della Maiella, raggiunto da due strade, una che sale da Pretoro e l'altra che sale da Scafa-Lettomanoppello. Da qui la strada continua a salire fino a raggiungere la Maielletta e poi fino al Blockhaus, passando per il rifugio Bruno Pomilio.

## Sport

### Stazione sciistica
È sede di una stazione sciistica con diversi impianti di risalita, dai 1310 m ai 1648 m di quota, che fa parte del comprensorio sciistico di Passolanciano-Maielletta.

### Giro d'Italia
È stato una volta punto di arrivo ed altre volte transito del Giro d'Italia professionisti.

#### Come arrivo di tappa
| Anno | N° | Tappa                             | Lunghezza km | Vincitore di tappa | Maglia rosa |
| ---- | -- | --------------------------------- | ------------ | ------------------ | ----------- |
| 2006 | 8ª | Civitanova Marche – Passolanciano | 171          | Ivan Basso         | Ivan Basso  |

#### Come G.P. della montagna
| Anno | N° | Tappa                 | Lunghezza km | Versante GPM                                     |
| ---- | -- | --------------------- | ------------ | ------------------------------------------------ |
| 2020 | 9ª | San Salvo > Roccaraso | 208          | Versante Pretoro e discesa verso Lettomanoppello |

#### Come transito da o verso la Maielletta/Blockhaus
| Anno | N°  | Tappa                             | Lunghezza km | Versante scalato                                     | Maglia rosa            |
| ---- | --- | --------------------------------- | ------------ | ---------------------------------------------------- | ---------------------- |
| 2022 | 9ª  | Isernia – Blockhaus               | 191          | Versante Pretoro e arrivo alla Maielletta            | Juan Pedro López       |
| 2009 | 17ª | Chieti – Maielletta               | 83           | Versante Pretoro e arrivo alla Maielletta            | Denis Men'šov          |
| 1969 | 12ª | Scanno – Silvi Marina             | 180          | Versante Roccamorice e discesa verso Pretoro         | Michele Dancelli       |
| 1970 | 11ª | Rivisondoli – Francavilla al Mare | 180          | Versante Roccamorice e discesa verso Pretoro         | Martin Van Den Bossche |
| 1973 | 10ª | Alba Adriatica – Lanciano         | 174          | Versante Roccamorice e discesa verso Pretoro         | José Manuel Fuente     |
| 1992 | 6ª  | Porto Sant'Elpidio – Sulmona      | 223          | Versante Lettomanoppello e discesa verso Roccamorice | Leonardo Sierra        |